# ترک‌شناسی
ترک‌شناسی (Turkology) مجموعه‌ای از علوم انسانی است که به مطالعه زبان‌ها، تاریخ، ادبیات، فولکلور، فرهنگ و قوم‌شناسی اقوامی می‌پردازد که به زبان‌های ترکی  صحبت می‌کنند. این شامل گروه های قومی ترک از یاقوت‌ها در شرق سیبری گرفته تا ترک ها در بالکان و گاگائوز در مولداوی است.

## تاریخ
اطلاعات قومیتی درباره قبایل ترک برای اولین بار توسط محمود کاشغری، زبان شناس ترک قرن یازدهم میلادی در دیوان لغات الترک (فرهنگ لغت زبان ترکی) نظام مند شد. لغت نامه های چند زبانه از اواخر قرن سیزدهم میلادی برای کاربرد عملی  در تجارت بین المللی و زندگی سیاسی گردآوری شد. یکی از این لغت نامه های قابل توجه  کودکس  کومانیکوس (Codex Cumanicus) است که حاوی اطلاعاتی به ترکی کومان و فارسی، لاتین و آلمانی است. همچنین لغت نامه های دو زبانه به قبچاق  و ارمنی و همچنین قبچاق و روسی وجود دارد. در قرون وسطی، ترک‌شناسی حول محور مورخان، سفرا و مسافران و جغرافی‌دانان بیزانسی/یونانی بود. در قرن 15 تا 17 موضوع اصلی ترک شناسی مطالعه امپراتوری عثمانی و زبان ترکی و زبان های ترکی اروپای شرقی و آسیای غربی بود. در سال 1533 اولین آغازگر دست نویس ظاهر شد و در سال 1612 دستور زبان چاپی توسط جروم مگیزر(Jerome Megizer) منتشر شد و به دنبال آن کتاب چهار جلدی Thesaurus Linguarum Orientalium اثر مسگنین منینسکی F. Mesgnien-Meninski منتشر شد که در سال 1680 منتشر شد.
فهرستی الفبایی از مقاله‌های مربوط به ترک‌شناسی در این دانشنامه:
- اوبه
- اورال‌باتور
- اوغوز
- تاتارستان
- دده‌قورقود
- فهرست قبایل اغوز
- قورولتای
- شاهسون
- زبان‌های ترک‌تبار
- مردم ترک
- کوراوغلو